# Globalstrategiespiel
Als Globalstrategiespiele (auch einfach Globalstrategie, manchmal auch 4X-Strategie) werden sämtliche Computer-Strategiespiele bezeichnet, bei denen der Spieler Kontrolle nicht nur über einzelne Einheiten, Armeen oder Städte hat, sondern die Handlungen eines ganzen Staates, eines Planeten oder auch interplanetarer Imperien lenkt.

## Herkunft
Alan Emrich fasste die vier Grundkonzepte, nach denen die Spielmechanik jedes Globalstrategiespiels funktioniert, zusammen als „Auskundschaften, Ausbreiten, Ausbeuten, Auslöschen“ (engl. explore, expand, exploit, exterminate, daher auch der Begriff „4X-Strategiespiel“): Aufklärung der Weltkarte, Auf- und Ausbau von Städten, Provinzen und Ländern, Entwicklung neuer Techniken, Bekämpfen verfeindeter Völker.

## Charakterisierung und Geschichte der 4X-Spiele
Einer der bekanntesten Vertreter dieses Genres ist die Civilization-Spielreihe von Sid Meier. Weitere bekannte Vertreter des Genres sind der inoffizielle Nachfolger Sid Meier’s Alpha Centauri, Civilization: Call to Power, das im Weltraum spielende Master of Orion, die Endless-Space-Serie, in der man eine Galaxie erobert, oder Stellaris, das ebenfalls im Weltraum spielt, jedoch in Echtzeit abläuft. Auch z. B. Empire Earth ist ein Echtzeit-Strategiespiel, das nach dem 4X-Prinzip funktioniert. Merkmale vieler Globalstrategiespiele sind das Erforschen neuer Technologien mit Hilfe eines Technologiebaums, das Steuern und Vorbereiten von militärischen Einheiten sowie der Aufbau und die Verwaltung von städtischen und produktionstechnischen Infrastrukturen.

## Geschichte

### Ursprung
Frühe 4X-Spiele wurden von Brettspielen und textbasierten Computerspielen aus den 1960er und 1970er Jahren beeinflusst, wie beispielsweise dem Sumerer-Spiel. Cosmic Balance II, Andromeda Conquest und Reach for the Stars wurden 1983 veröffentlicht und werden nun rückwirkend als 4X-Spiele betrachtet. Während Andromeda Conquest nur ein einfaches Spiel zur Erweiterung des Imperiums war, führte Reach for the Stars die Beziehung zwischen Wirtschaftswachstum, technologischem Fortschritt und Eroberung ein.
1991 veröffentlichte Sid Meier Civilization und popularisierte die Detailgenauigkeit, die in diesem Genre üblich geworden ist. Sid Meier’s Civilization wurde beeinflusst von Brettspielen wie Risiko und dem Avalon-Hill-Brettspiel, das auch Civilization genannt wird. Eine Ähnlichkeit zwischen dem Computerspiel Civilization und dem Brettspiel besteht in der Bedeutung der Diplomatie und des technologischen Fortschritts. Sid Meier’s Civilization wurde auch durch PC-Spiele wie das Städtemanagementspiel SimCity und das Kriegsspiel Empire beeinflusst. Armada 2525 wurde ebenfalls 1991 veröffentlicht und von der Chicago Tribune als das beste Weltraumspiel des Jahres zitiert. Eine Fortsetzung, Armada 2526, wurde 2009 veröffentlicht.
1991 wurden zwei äußerst einflussreiche Weltraumspiele veröffentlicht. VGA Planets wurde für den PC veröffentlicht, während Spaceward Ho! auf dem Macintosh erschien. Obwohl die 4X-Weltraumspiele letztlich mehr von der Komplexität von VGA Planets beeinflusst waren, verdiente Spaceward Ho! Lob für sein relativ einfaches, aber anspruchsvolles Spieldesign. Spaceward Ho! ist bemerkenswert für seine Ähnlichkeit mit dem Spiel Master of Orion, mit seinem einfachen, aber tiefgründigen Spielprinzip. Master of Orion zog auch frühere 4X-Spiele mit, wie Reach for the Stars, und gilt als klassisches Spiel, das einen neuen Standard für das Genre setzte. In einer Vorschau auf Master of Orion prägte Emrich den Begriff „XXXX“, um das aufkommende Genre zu beschreiben. Schließlich wurde das „4X“-Label von der Spieleindustrie übernommen und wird nun auf mehrere frühere Spieleveröffentlichungen angewandt.

### Höhepunkt
Nach dem Erfolg von Civilization und Master of Orion begannen andere Entwickler, ihre eigenen 4X-Spiele zu veröffentlichen. 1994 brachte Stardock seine erste Version der Serie Galactic Civilizations für OS/2, und die seit langem bestehende Serie Space Empires begann als Shareware. Ascendancy und Stars! wurden 1995 veröffentlicht, und beide setzten den Schwerpunkt des Genres auf strategische Tiefe und Imperiumsmanagement fort. Währenddessen wurden die Civilization- und Master-of-Orion-Franchises um Versionen für den Macintosh erweitert. Sid Meiers Team produzierte 1994 auch Colonization und 1996 Civilization II, während Simtex 1993 Master of Orion, 1994 Master of Magic und 1996 Master of Orion II veröffentlichte.
In den späten 1990er Jahren begannen Echtzeit-Strategiespiele den Verkauf von rundenbasierten Spielen zu übertreffen. Als sie an Popularität gewannen, gerieten wichtige 4X-Entwickler in Schwierigkeiten. Sid Meiers Firaxis Games veröffentlichte 1999 Sid Meier’s Alpha Centauri unter dem Beifall der Kritiker, aber das Spiel blieb hinter den kommerziellen Erwartungen zurück. Civilization III stieß auf Entwicklungsprobleme, gefolgt von einer überstürzten Veröffentlichung im Jahr 2001. Trotz der Aufregung um Master of Orion III wurde seine Veröffentlichung im Jahr 2003 wegen der mangelnden Spielerkontrolle, der schlechten Benutzeroberfläche und der schwachen KI kritisiert. Videospielverlage wurden schließlich risikoscheu, die Entwicklung von 4X-Spielen zu finanzieren.

### Echtzeit-Hybrid 4X
Schließlich wurden 4X-Echtzeitspiele veröffentlicht, wie z. B. Imperium Galactica im Jahr 1997, Starships Unlimited in 2001, und Sword of the Stars im Jahr 2006 mit einer Kombination aus rundenbasierter Strategie und taktischem Echtzeitkampf. Die Mischung aus 4X- und Echtzeit-Strategiespiel führte dazu, dass Ironclad Games ihre 2008 veröffentlichte Version Sins of a Solar Empire als „RT4X“-Spiel vermarktet hat. Diese Kombination von Eigenschaften brachte dem Spiel eine Erwähnung als eines der Top-Spiele von 2008 ein, einschließlich GameSpots Auszeichnung für das beste Strategiespiel und IGNs Auszeichnung für das beste PC-Spiel.
Die gegenseitige Befruchtung zwischen Brettspielen und Videospielen setzte sich fort. Zum Beispiel wurden einige Aspekte von Master of Orion III aus der ersten Ausgabe des Brettspiels Twilight Imperium übernommen. Selbst Sins of a Solar Empire wurde von der Idee inspiriert, das Brettspiel Buck Rogers Battle for the 25th Century in ein Echtzeit-Videospiel zu adaptieren. In umgekehrter Richtung machte Eagle Games 2002 eine Brettspiel-Adaption von Sid Meier's Civilization, völlig anders als das Brettspiel, das das Computerspiel überhaupt erst inspiriert hatte.

### Jüngste Geschichte
Im Jahr 2003 veröffentlichte Stardock ein Remake von Galactic Civilizations, das von Kritikern gelobt wurde, die das Spiel als Ersatz für die Master-of-Orion-Serie sahen. Im Jahr 2004 veröffentlichte die Creative Assembly das von der Kritik gefeierte Rome: Total War, die viele Fortsetzungen hervorgebracht hat. Civilization IV wurde Ende 2005 veröffentlicht und wurde von mehreren Kritikern, darunter GameSpot und GameSpy, als das PC-Spiel des Jahres angesehen. Es gilt heute als eines der größten Computerspiele der Geschichte, und wurde von IGN als zweitbestes Computerspiel aller Zeiten eingestuft. Bis 2008 hatte sich die Reihe Civilization über acht Millionen Mal verkauft, nach der Veröffentlichung von Civilization Revolution für Spielkonsolen, Civilization V im Jahr 2010 und Civilization VI im Jahr 2016. In der Zwischenzeit veröffentlichte Stardock das Spiel Galactic Civilizations II, das von GameSpy als das sechstbeste PC-Spiel des Jahres 2006 angesehen wurde. Zusätzlich veröffentlichte der französische Entwickler Amplitude Studios sowohl Endless Space als auch Endless Legend. Diese Erfolge haben Stardocks Brad Wardell dazu veranlasst, zu behaupten, dass 4X-Spiele ein hervorragendes Wachstumspotenzial haben, insbesondere unter weniger Hardcore-Spielern. Dies ist zusätzlich zu der loyalen Basis von 4X-Spielern, die freie Software Veröffentlichungen wie Freeciv, FreeCol, FreeOrion, Golden Age of Civilizations und C-evo unterstützten.